# Jenny de Vassonová
Jenny Marie Nannecy Girard de Vassonová (nepřechýleně Jenny de Vasson; 20. srpna 1872, La Châtre – 15. února 1920, Fougerolles) byla jednou z prvních významných fotografek ve Francii. Během své relativně krátké kariéry vytvořila přes 5000 snímků.

## Životopis
Girard de Vassons byla rodina vyšší třídy, původem z provincie Berry. Její otec byl smírčí soudce a mezi přáteli jejích rodičů bylo několik kreativních umělců, včetně spisovatelky George Sandové. Jenny de Vassonová zpočátku studovala kresbu u malíře Bernarda Naudina, který zůstal jejím celoživotním přítelem, i když umění se nikdy nestalo víc než koníčkem. Poprvé se začala zajímat o fotografii v roce 1899 a zřídila si doma malou laboratoř. Během následujících let hodně cestovala po Francii a Evropě a z každé cesty se vracela s velkou sbírkou fotografií.
Po vypuknutí první světové války se ona a její rodina uchýlili do Berry, kde se zaměřila na fotografování vesničanů. Fotografování vždy považovala za příjemnou vášeň pro své přátele a rodinu, spíše než za vědomý umělecký proces. Zemřela jako svobodná ve věku sedmačtyřiceti let na srdeční chorobu.
Ve své závěti požadovala, aby všechny její spisy, kresby a vše, co by mohlo souviset s uměleckou činností, byly po její smrti zničeny. Opomněla zmínit své fotografie, protože je považovala za vzpomínky, nikoli za kreativní díla. Velké množství bylo zničeno během druhé světové války, když dům jejích rodičů ve Versailles byl vydrancován.
Ty, které přežily, přibližně 5 000 skleněných desek, alb a tisků, byly uloženy ve skříních v rodinném domě ve Fougerolles, který byl kdysi součástí Kláštera Varennes. Objevil je na počátku 80. let fotograf Jean-Marc Zaorski, při práci v Berry. On a tři spoluautoři propagovali její práci v knize Jenny de Vasson, une femme photographe au début du siècle, kterou v roce 1982 vydalo nakladatelství Éditions Herscher.

## Vybraná díla

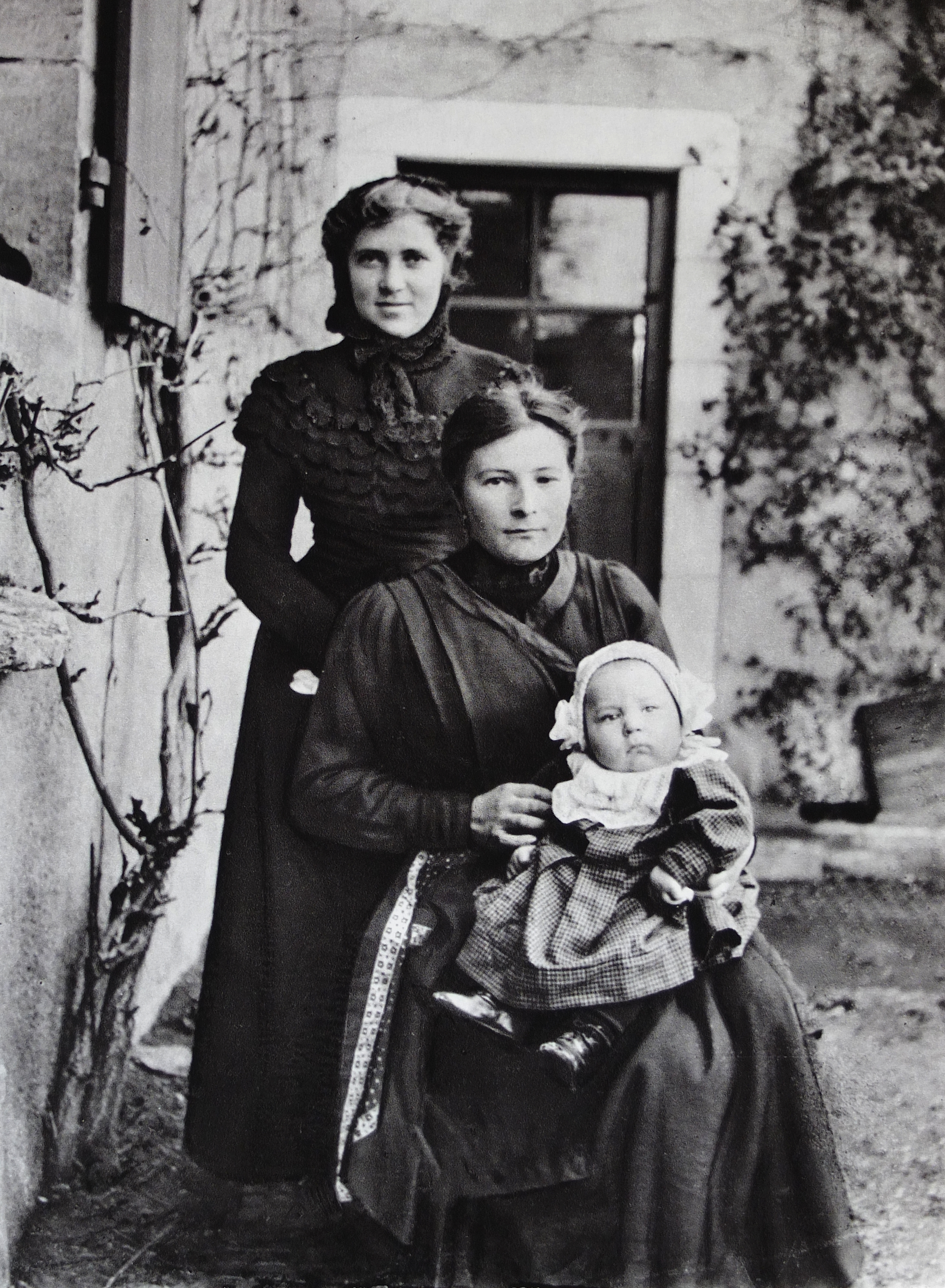
Bez názvu
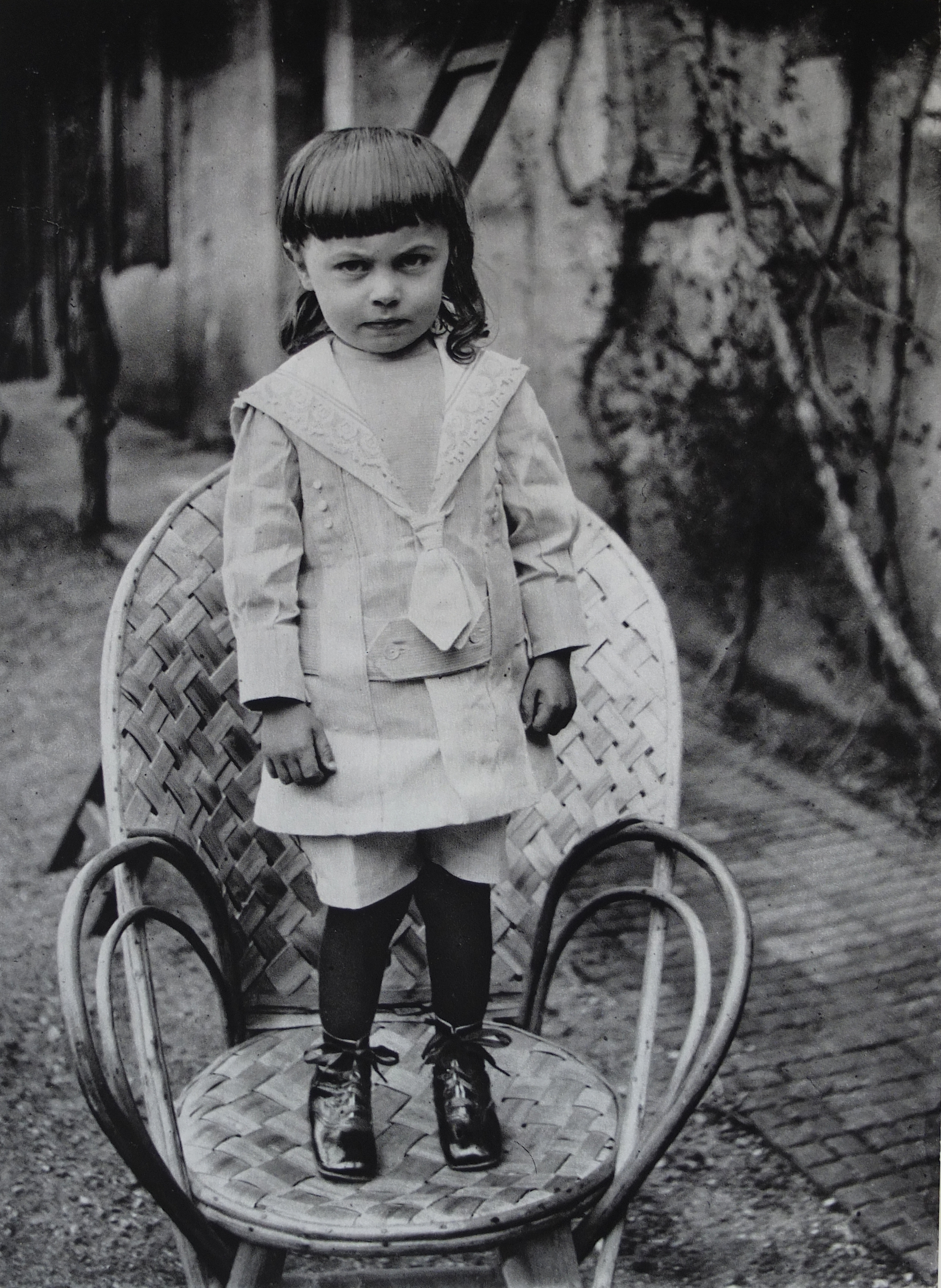
Bez názvu
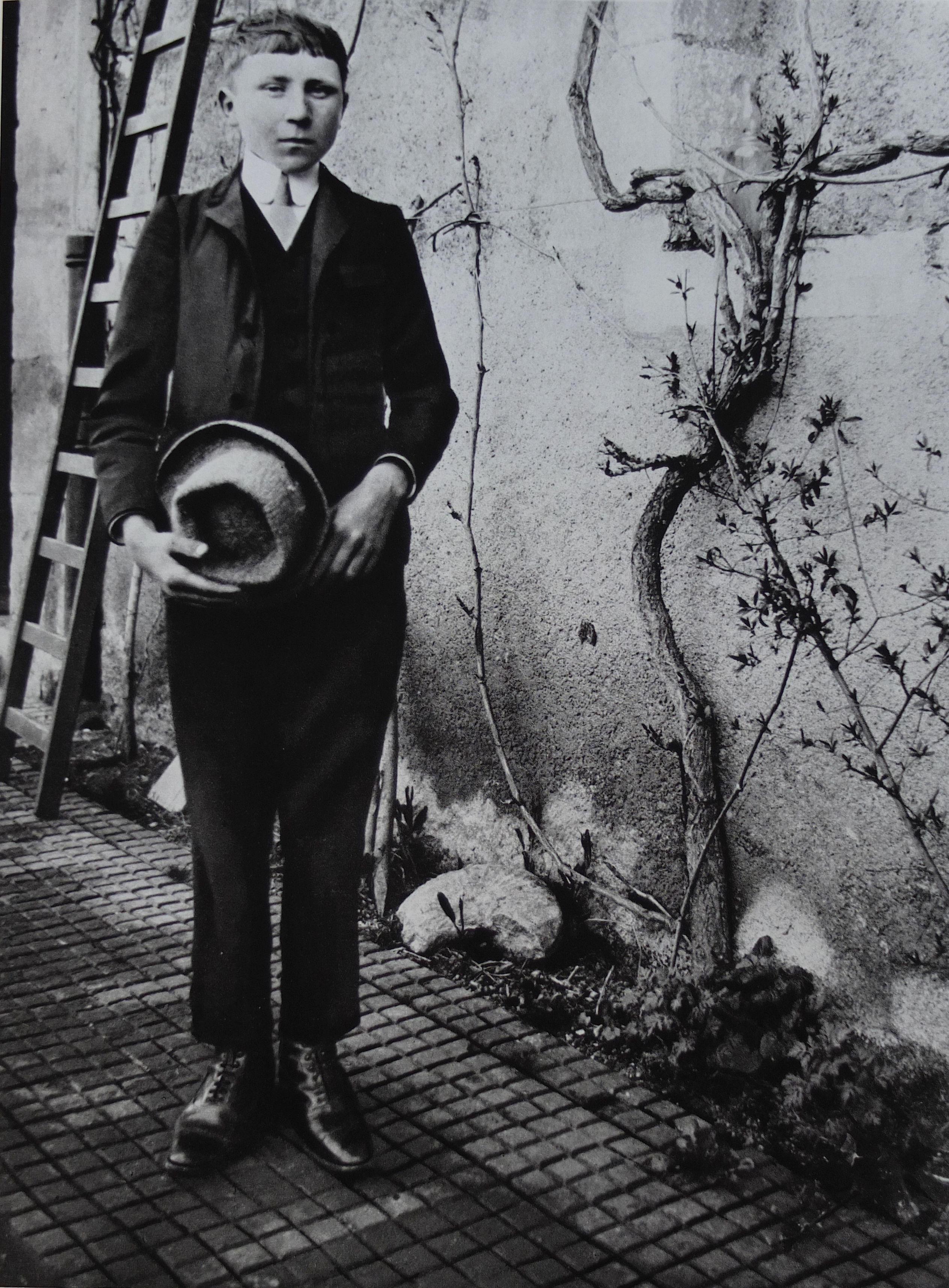
Bez názvu
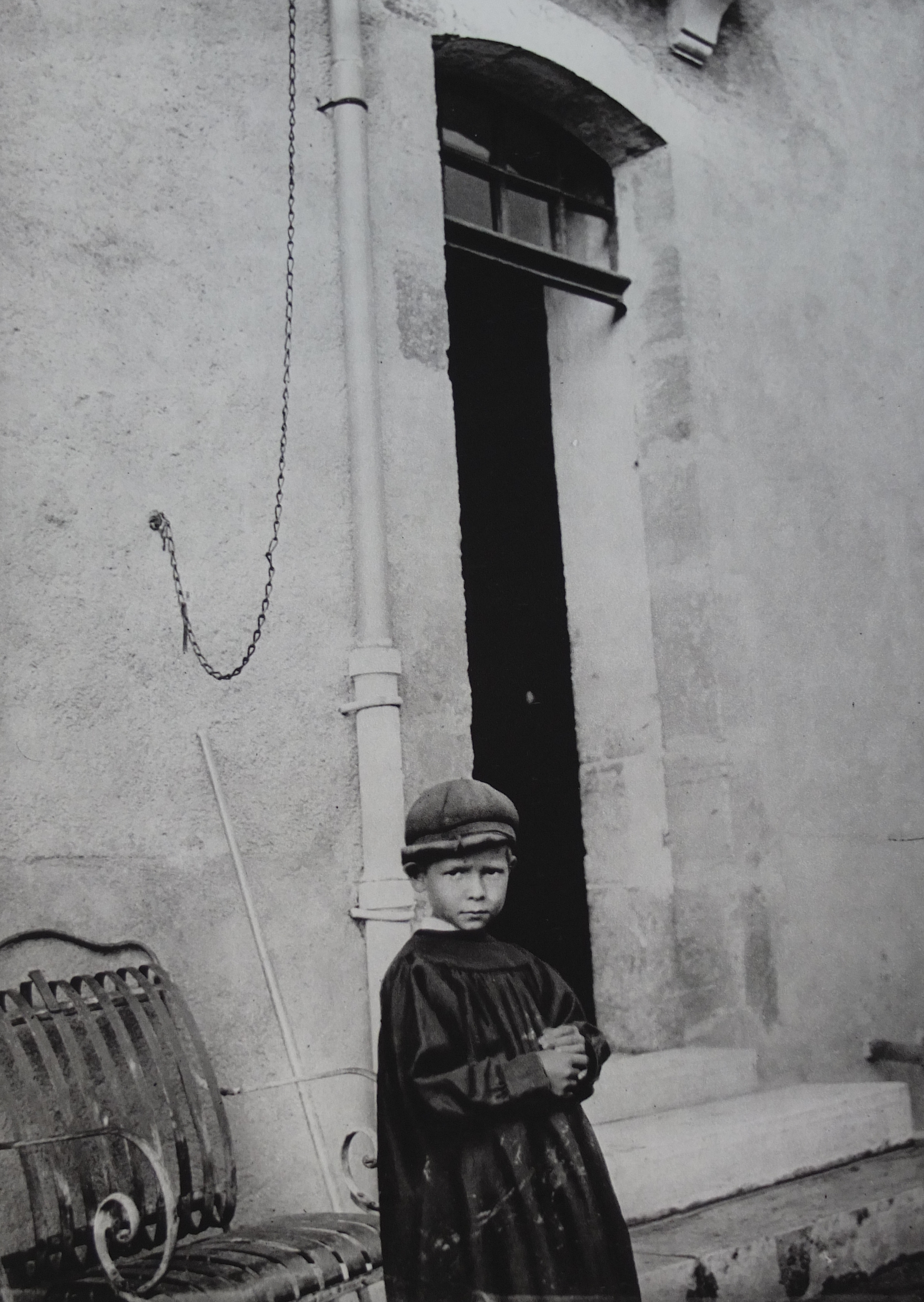
Bez názvu
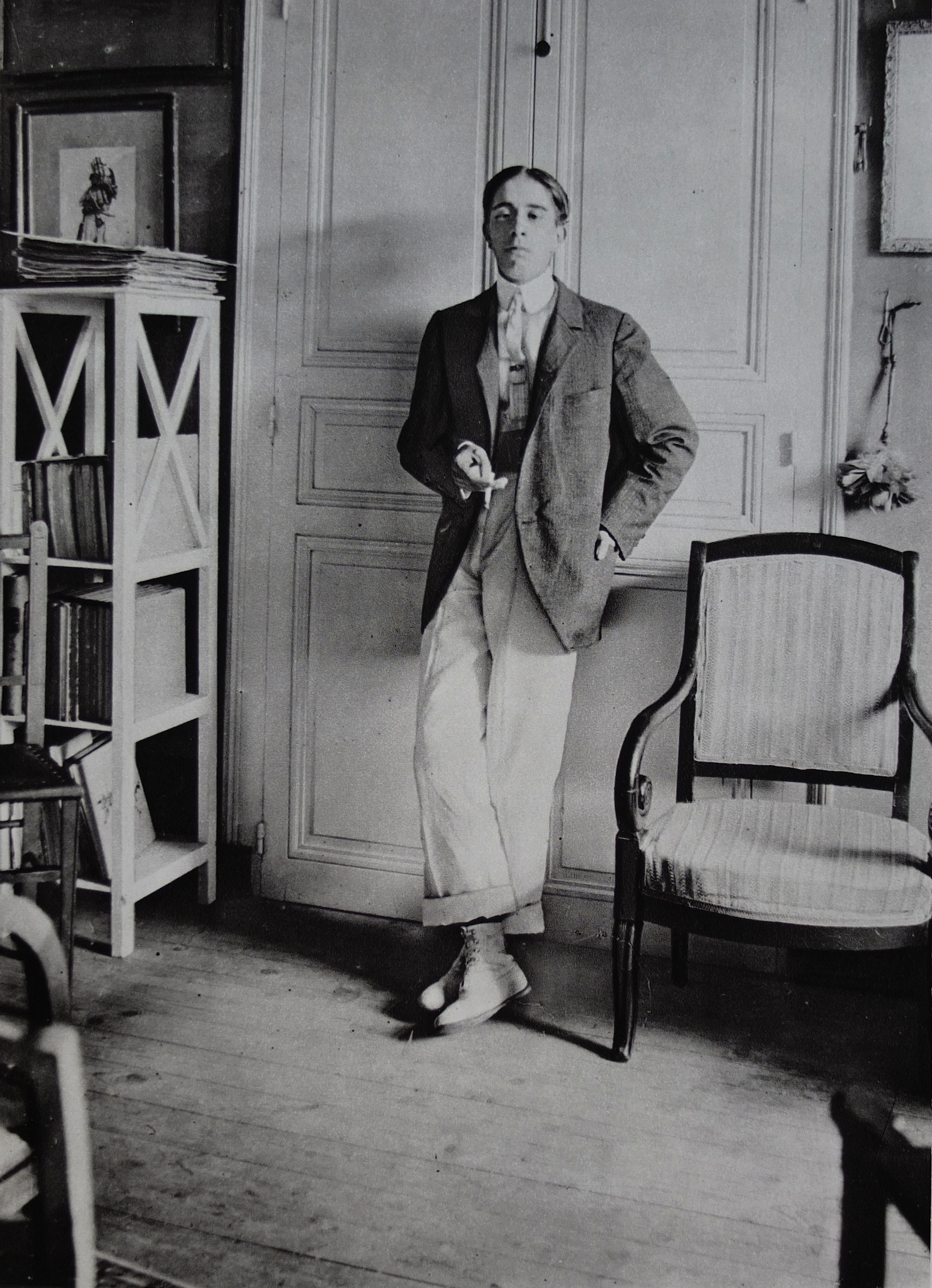
Bez názvu
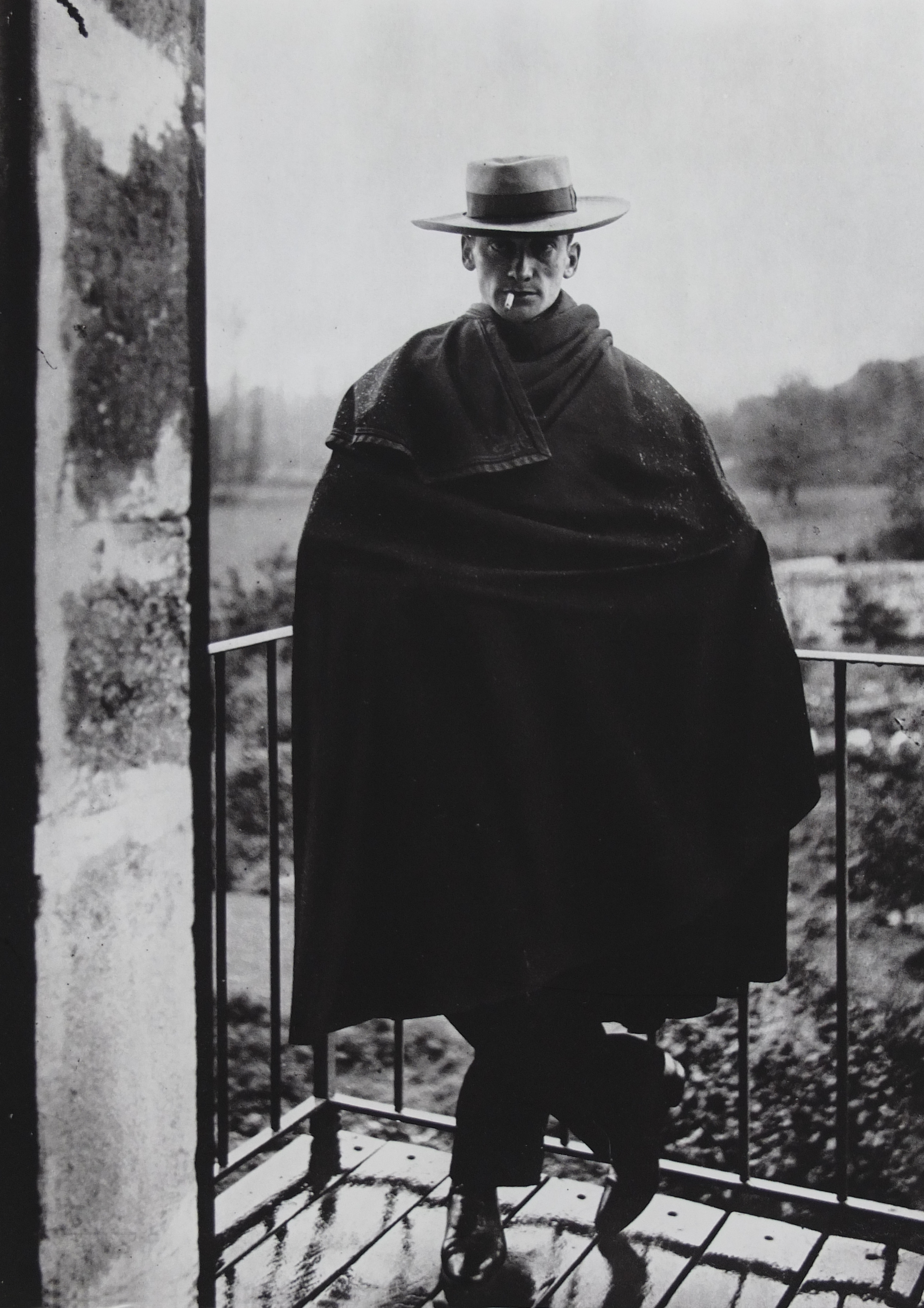
Umělec Bernard Naudin
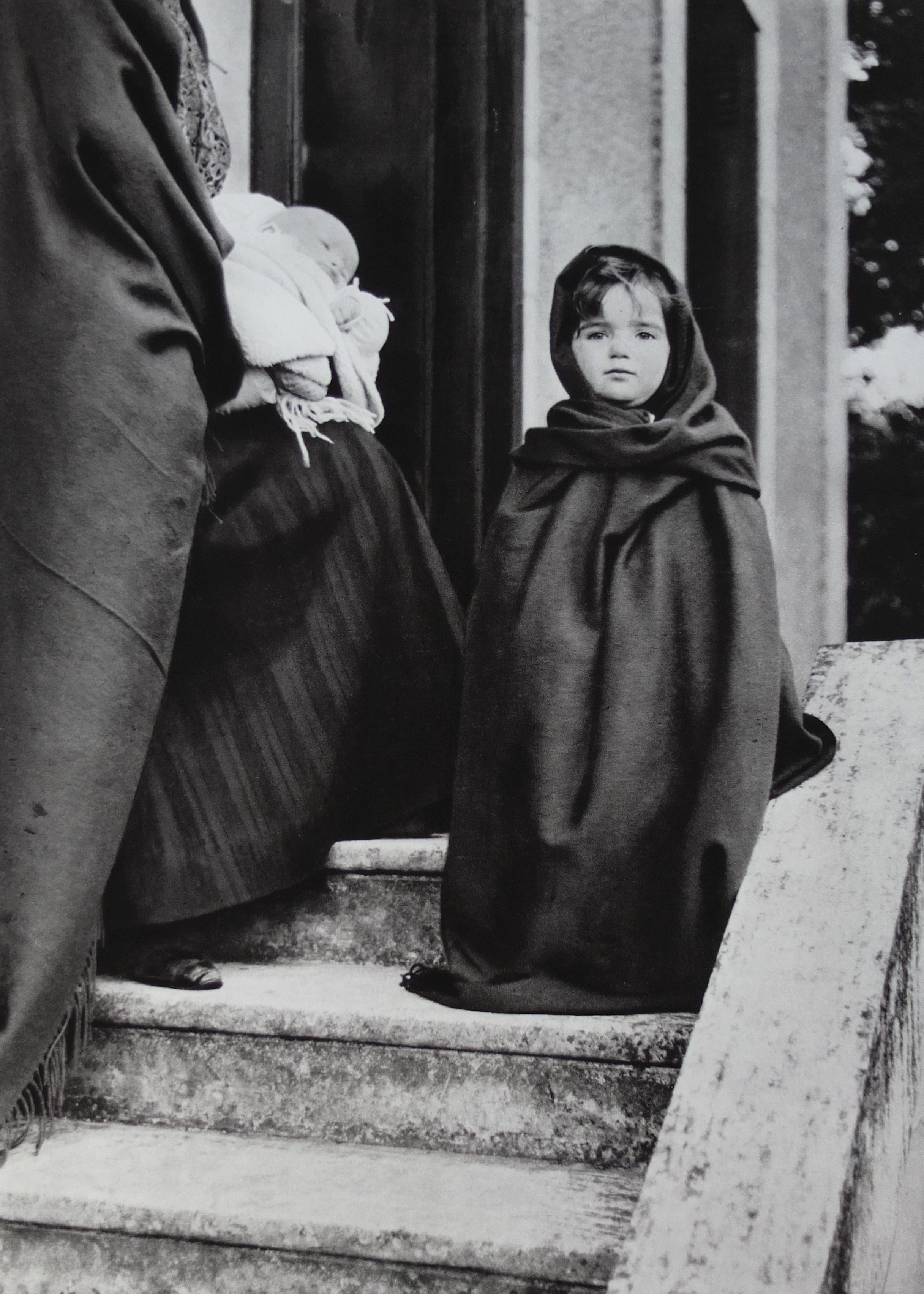
Marianne, dcera Jeana-Richarda Blocha
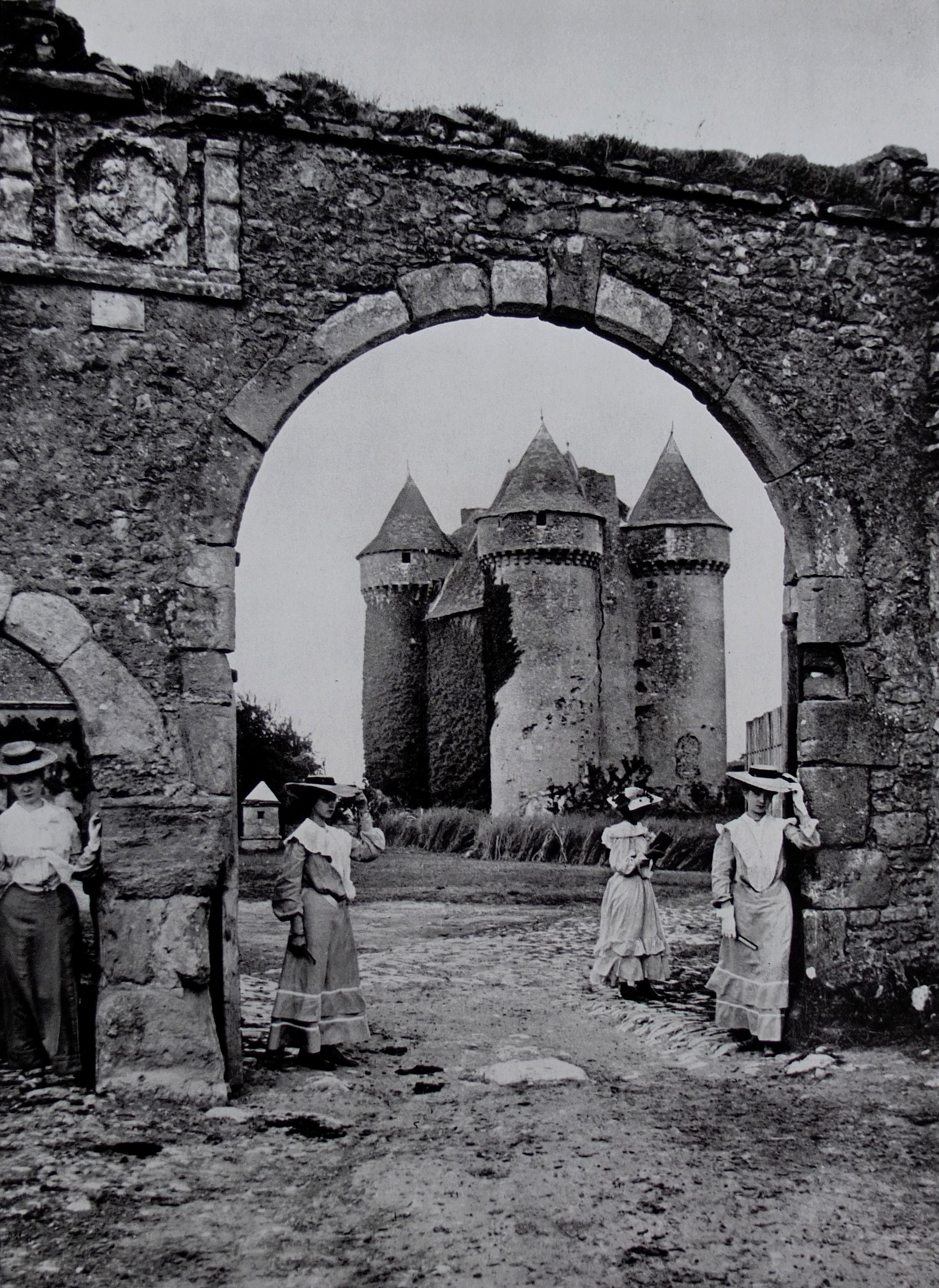
Château de Sarzay, 1904
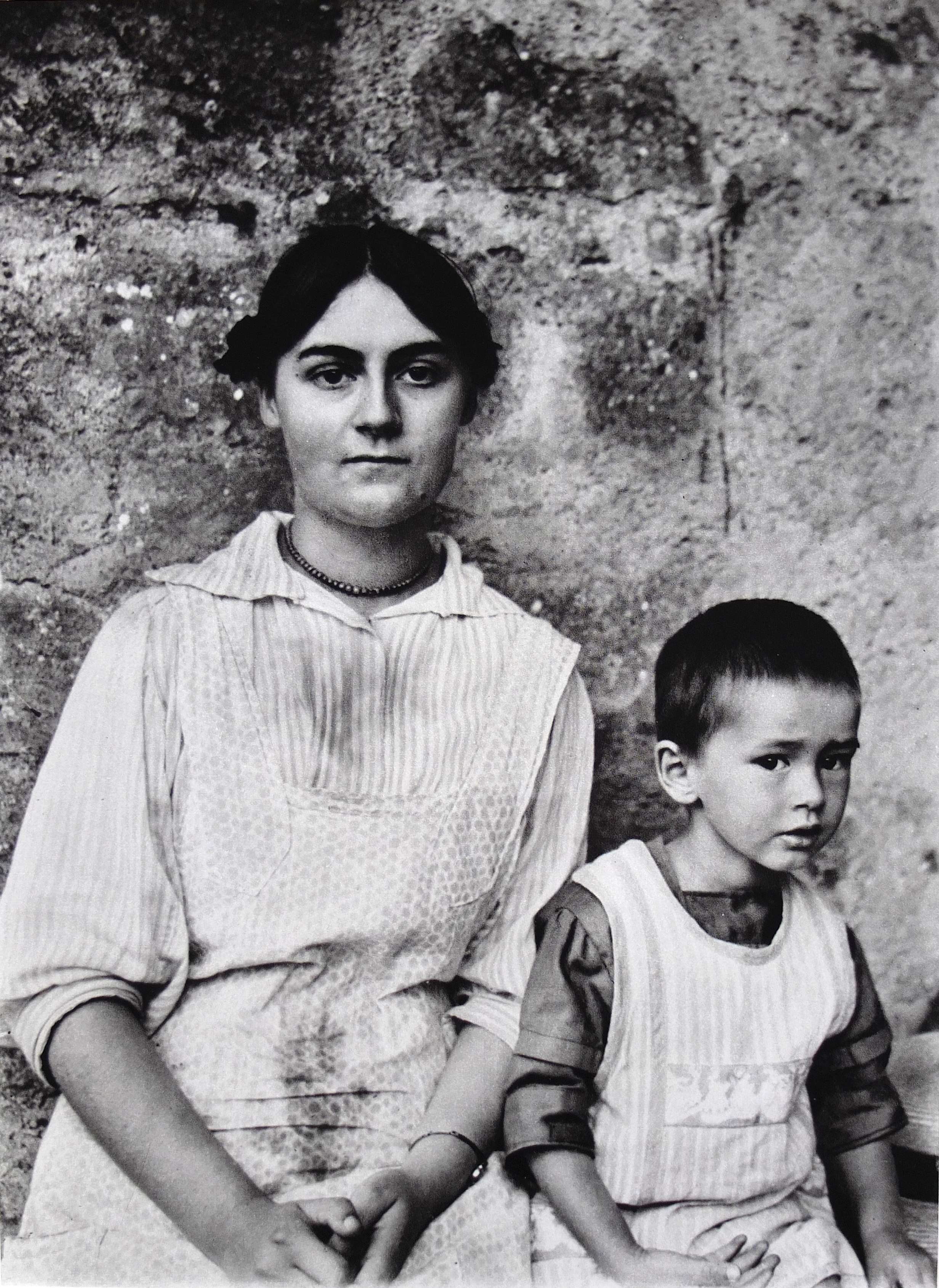
Varennes, Aline Merlin a její syn Bernard, 1905
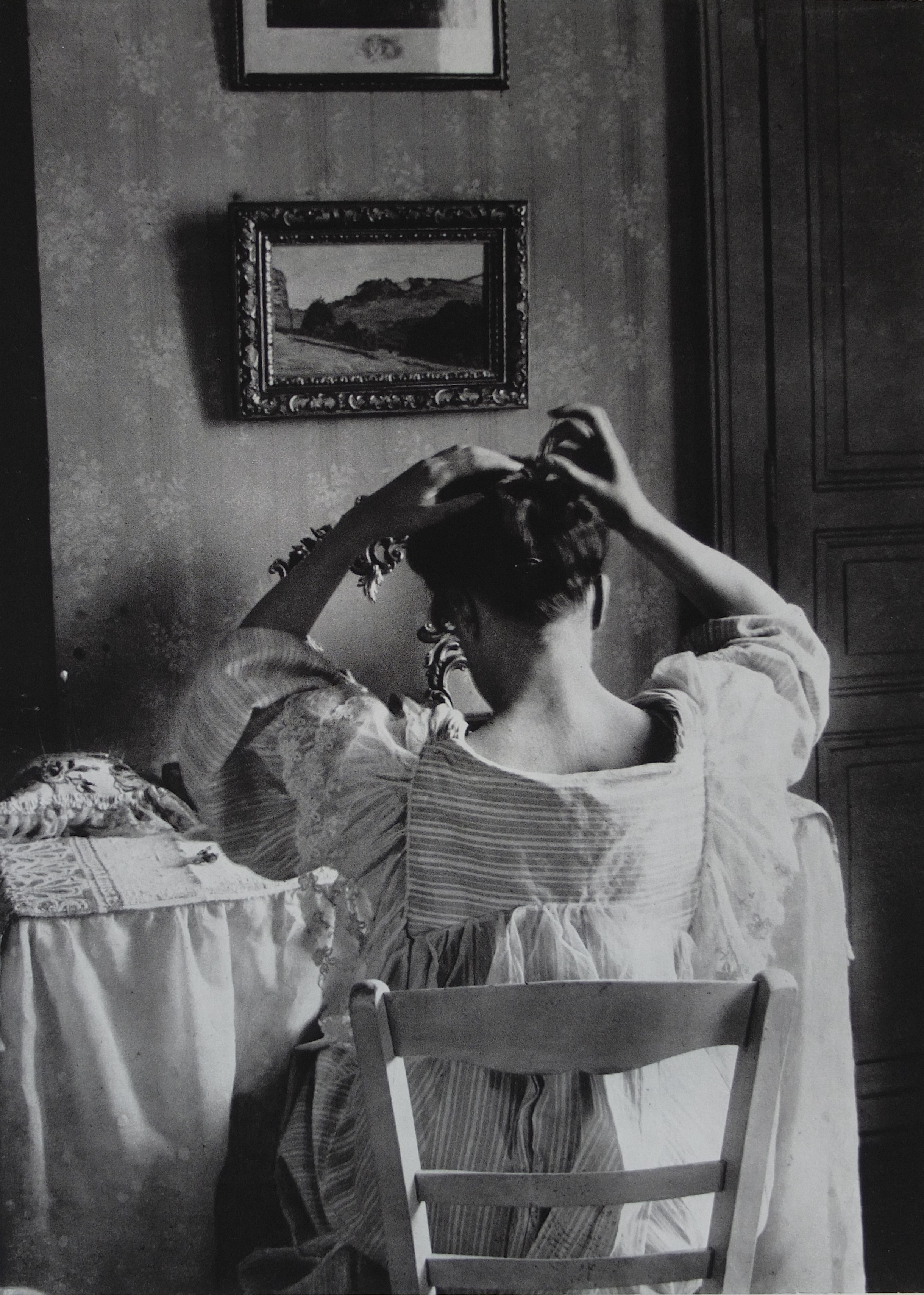
Varennes, 1910
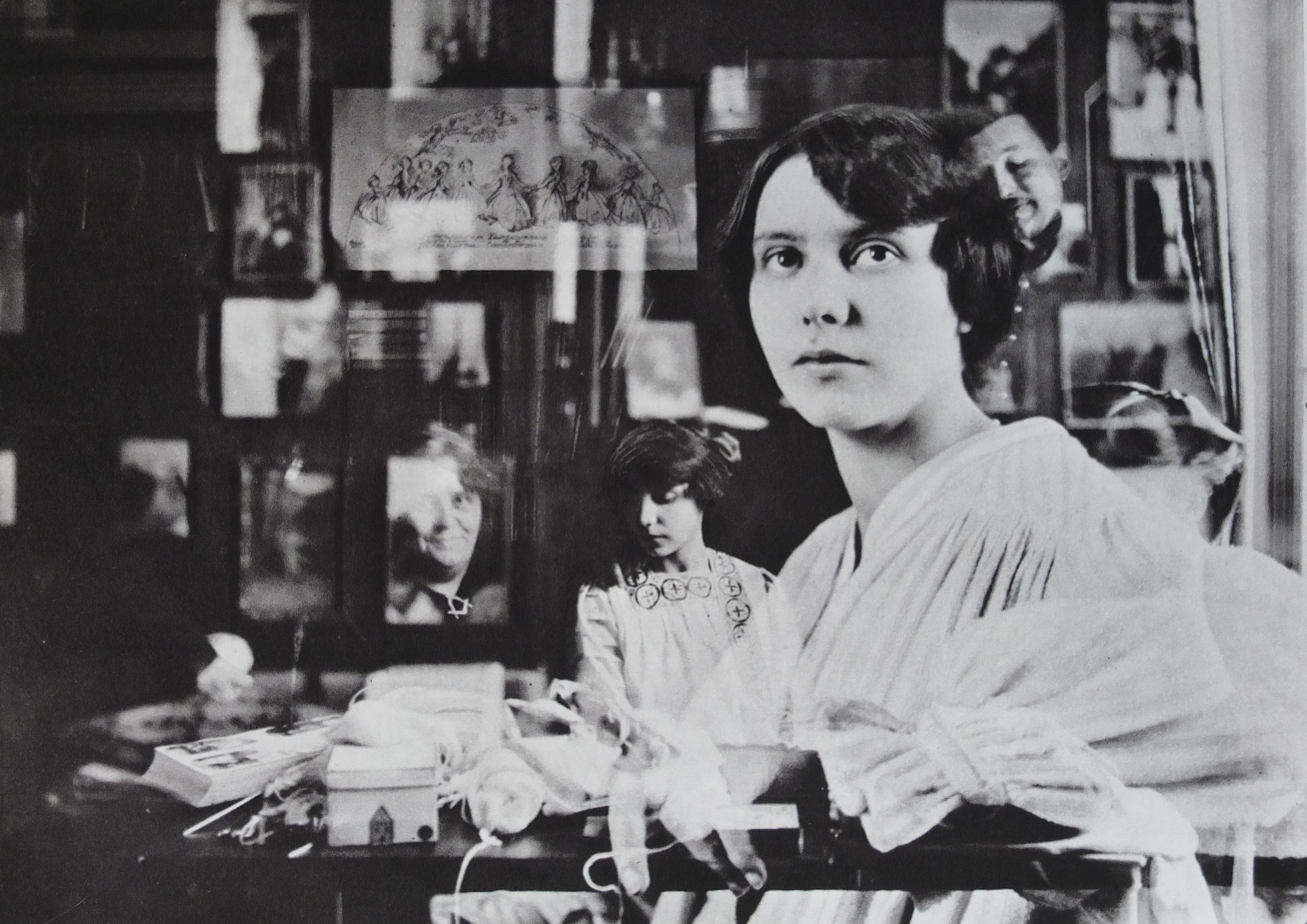
Varennes, 1910, složení několika negativů, fotografka se objevuje v pozadí vlevo
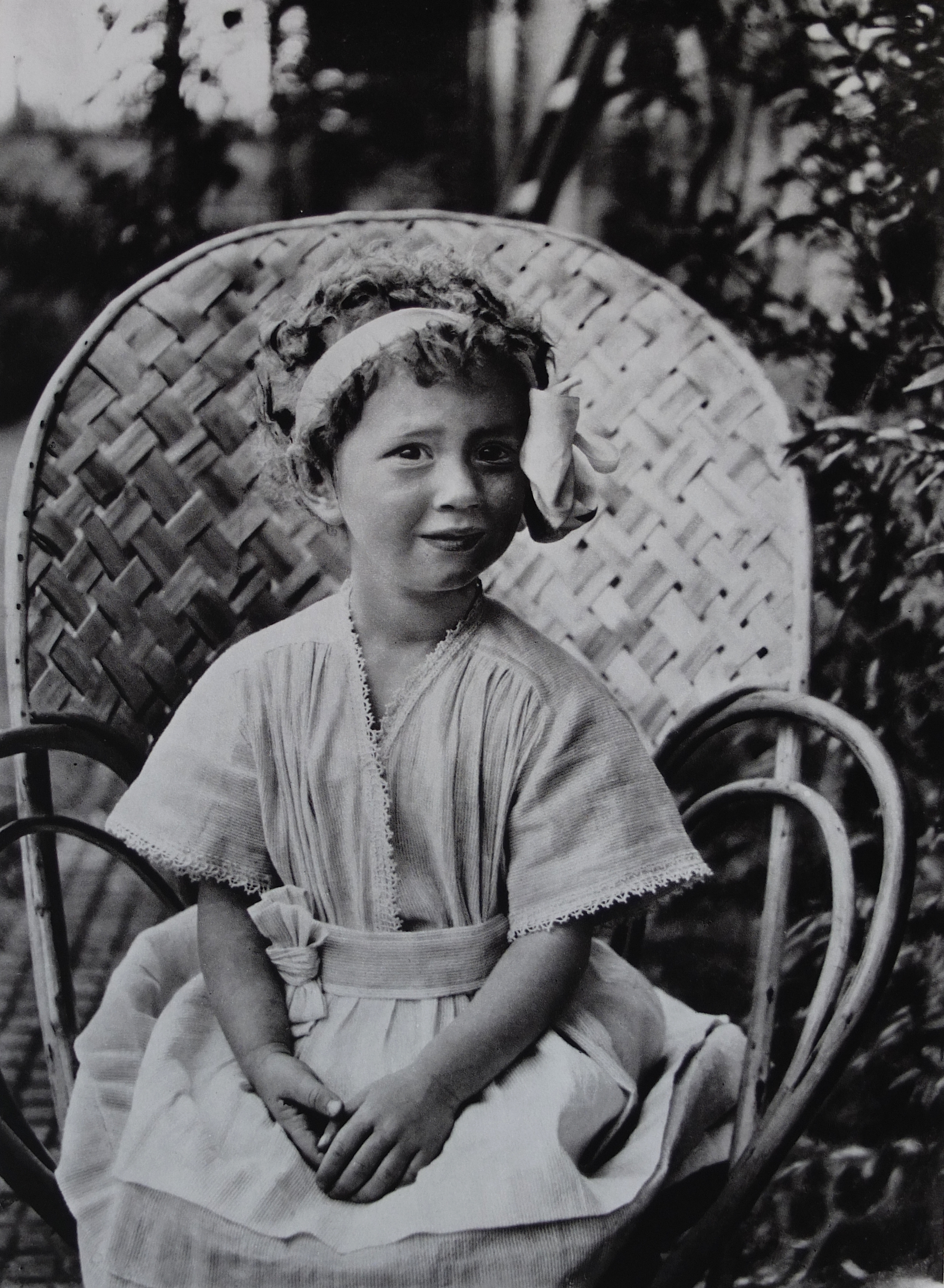
Varennes, 1910